# Thomas Walker Gilmer
Thomas Walker Gilmer, född 6 april 1802 i Albemarle County, Virginia, död 28 februari 1844 i Maryland, var en amerikansk politiker. Han var Virginias guvernör 1840–1841, ledamot av USA:s representanthus 1841–1844 och USA:s marinminister från 19 februari 1844 fram till sin död i en explosion ombord USS Princeton nio dagar senare. Han var först whig men bytte sedan parti till demokraterna.
Gilmer studerade juridik och inledde sin karriär som advokat i Charlottesville. Han var talman i Virginias delegathus 1839–1840. År 1840 efterträdde han David Campbell som guvernör men avgick redan följande år. I representanthuset företrädde han först Virginias tolfte distrikt, sedan efter 1843 Virginias femte. Efter ämbetstillträdet som marinminister omkom han i en explosion och gravsattes på kongressens begravningsplats. Gravplatsen flyttades senare till en familjekyrkogård i Albemarle County. Gilmer County i nuvarande West Virginia har fått sitt namn efter Thomas Walker Gilmer.